# Литвинович Ярослав
Ярослав Литвинович (17 квітня 1882, Серафинці (або 1873) — 1920, Відень) — економіст, кооперативний діяч у Галичині. З 9 листопада 1918 р. до 4 січня 1919 — державний секретар торгівлі та промислу в уряді ЗУНР.

## Життєпис
Після закінчення вищих студій деякий час очолював Крайовий союз для плекання і збуту худоби. Проводив значну громадську роботу, зокрема в «Просвіті». Для налагодження і оживлення роботи «Народної торговлі» на початку XX століття з відома «Просвіти» працював над перебудовою читальняних і церковних крамниць.
На початку 1910 року люстратор (ревізор) крамниць при читальнях товариства «Просвіта» Литвинович із С. Кузиком (як представники львівської «Просвіти») взяли участь у Міжнародному кооперативному конгресі в Гамбурзі.
Зі сформуванням 9 листопада 1918 року Українською національною радою уряду Західно-Української Народної Республіки Литвинович очолив Державний секретаріат торгівлі та промисловості. 12 листопада обраний до складу секретаріатської комісії у справах державних фінансів. Видав 19 листопада «Тимчасовий розпорядок по заборону вивозу нафти і нафтопродуктів». Литвинович недовго перебував на цій посаді. З переїздом до Станиславова функції державного секретаря торгівлі та промисловості перебрав на себе голова уряду ЗУНР Сидір Голубович.